# Тропические леса Новой Каледонии
Тропические леса Новой Каледонии — лесной наземный экорегион, относящийся к Австралийскому царству.

## Флора
Дождевые леса Новой Каледонии состоят из трёх основных типов лесов. Низменные дождевые леса покрывают Острова Верности, Иль-Де-Пин и нижние возвышенности Гранд-Терр. Горные леса покрывают более высокие возвышенности Гранд-Терре. Влажные леса Гранд-Терре — это низкие кустарниковые леса, расположенные на каменистых почвах, полученных из ультрамафитовых пород. Преобладающая флора дождевых лесов Новой Каледонии происходит от антарктической флоры древней Южной Гондваны.

## Фауна
В Новой Каледонии обитает одна из самых загадочных птиц мира — исчезающий кагу. Он родственен журавлям и живёт очень скрытно. Кроме того, на острове есть ещё около двадцати эндемичных птиц, в том числе новокаледонская ворона.